# 赤峰市博物馆
赤峰市博物馆即赤峰博物馆，前身為成立於1958年的昭乌达盟博物馆筹备处（后來改名昭乌达盟文物工作站、赤峰市文物工作站），是位於中華人民共和国内蒙古自治区赤峰市的一家历史类博物馆，位于锡伯河畔、赤峰市新城区富河街与锦山路交汇处，为国家二级博物馆。1985年，赤峰市博物馆动工兴建，於1987年7月1日开馆。2007年年底，新馆建设工程启动，新馆在2010年8月8日正式开馆。赤峰市博物馆设有四个常设展览（日出红山、古韵青铜、契丹王朝、黄金长河），馆藏文物逾万，包括103件国家一级文物，常设展览免费对外开放。

## 历史
1958年昭乌达盟博物馆筹备处成立，1961年时筹备处改名为昭乌达盟文物工作站，属内蒙古自治区文物工作队的派出机构，共有两名工作人员。1963年10月，昭乌达盟文物工作站转入地方编制。文化大革命期间，文物工作站遭到撤销，新成立的毛泽东思想宣传站下设文物组负责文物工作。1974年，昭乌达盟文物工作站得到重建。1983年，昭乌达盟改名赤峰市，文物工作站也随之改名为赤峰市文物工作站，筹建博物馆的工作再次展开。1985年，赤峰市博物馆开始建设，1987年7月1日正式开馆，馆址设于赤峰市红山区哈达街中段文化广场北侧，占地面积3400平方米，使用面积6800平方米，展览面积3500平方米，库房面积1500平方米，为仿古楼阁式。2006年，赤峰市博物馆新馆的设计工作展开。2007年12月4日，新馆动工奠基。新馆与赤峰图书馆和赤峰群众艺术馆共用，占地1.1万平方米，建筑面积2.6万平方米，展陈面积4千平方米。计划投资总额为6,220万元人民币，国家发改委补助4,000万元。新馆地上三层，地下一层，仍是仿古式建筑，融合了唐代、辽代的建筑风格。2010年8月8日，赤峰市博物馆新馆正式对外开放。旧馆后来改造为赤峰美术馆。

## 馆藏
至2013年，赤峰市博物馆馆藏文物已超过一万件（组），其中有国家一级文物103件（组）、国家二级文物228件（组）、国家三级文物854件（组），涵盖陶瓷、青铜、钱币、玉器、金银器、漆器、壁画、丝织品等。馆藏主要文物包括赵宝沟文化凤型陶杯、红山文化勾云形玉佩、红山文化石雕人像、夏家店下层文化彩绘陶鬲、西汉王莽铸钱陶范、辽代三彩鸳鸯壶、清代《甘珠尔经》等。

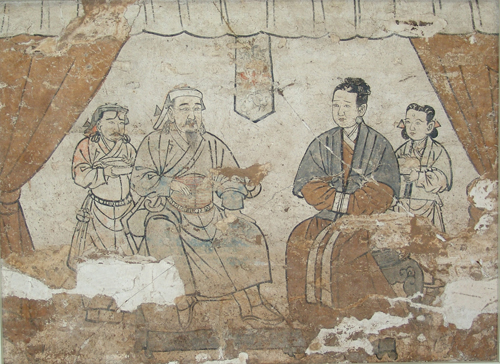
墓主人对坐图，1982年元宝山沙子山元墓出土。119 × 163 cm

## 展览
赤峰市博物馆新馆设有四个基本陈列：日出红山、古韵青铜、契丹王朝、黄金长河。日出红山介绍赤峰市境内新石器时代各文化类型，以红山文化为主；古韵青铜展示青铜时代赤峰市的夏家店下层文化和夏家店上层文化；契丹王朝展厅展示了契丹民族和辽代文物；黄金长河展厅介绍了金代至清代间蒙古族和其它北方民族的文化。展出的文物有1,400件（组）。四个常设展览展示了最新的考古发现，如夏家店下层文化三座店石城遗址、二道井子聚落遗址。此外还利用多媒体技术和景观复原，展示了乌兰布统古战场、澶渊之盟、四时捺钵等内容。